# Écotay-l'Olme
Écotay-l'Olme este o comună în departamentul Loire din sud-estul Franței. În 2009 avea o populație de 1.101 de locuitori.

## Evoluția populației
| An        | 1975 | 1982 | 1990  | 1999  | 2006  | 2009  |
| --------- | ---- | ---- | ----- | ----- | ----- | ----- |
| Populație | 598  | 853  | 1.001 | 1.111 | 1.115 | 1.101 |